# منشأة محمد الوكيل
قرية منشاة محمد الوكيل هي إحدى القرى التابعة لمركز دمنهور في محافظة البحيرة في جمهورية مصر العربية. حسب إحصاءات سنة 2006، بلغ إجمالي السكان في منشاة محمد الوكيل 3837 نسمة، منهم 1985 رجل و1852 امرأة.